# Nieuw Nederland (tijdschrift)
Nieuw Nederland was tussen 1934 en 1944 een Nederlands nationaalsocialistisch tijdschrift.
Op 1 juni 1934 verscheen het eerste nummer van dit tijdschrift. Het is nauw gelieerd aan het nationaalsocialistische gedachtegoed van de Nationaal-Socialistische Beweging (NSB) van Anton Mussert maar toont zich anderzijds onafhankelijk van de beweging. In het redactioneel staat:
Nieuw Nederland verschijnt als een onafhankelijk orgaan ter bestudering en bevordering van de nieuwe gedachte. De NSB in Nederland neemt met belangstelling kennis van de vrije uitingen der medewerkers om op den duur het beste daaruit tot het hare te maken.
Vanaf het begin was Emile Verviers de eindredacteur, vanaf 1936 traden Robert van Genechten en Evert Roskam tot de redactie toe. Vanaf 1938 was Van Genechten de enige redacteur. In september 1944 verscheen het tijdschrift voor de laatste keer. Het blad bleef het intellectuele forum bij uitstek van de NSB. Over vrijwel alle politieke en maatschappelijke vraagstukken van die tijd werd gepubliceerd.
Het tijdschrift Nieuw Nederland werd uitgegeven door Nenasu, de Nederlandsch Nationaal Socialistische Uitgeverij.
 Portaal: Fascisme en nationaalsocialisme in Nederland · Fascisme · Nationaalsocialisme